# Recopa Sudamericana 2015
La Recopa Sudamericana 2015, denominada por motivos comerciales Recopa Santander Sudamericana 2015, fue la vigésimo tercera edición del torneo organizado por la Confederación Sudamericana de Fútbol, que enfrenta anualmente al campeón de la Copa Libertadores de América con el campeón de la Copa Sudamericana.
La disputaron los equipos argentinos de San Lorenzo, ganador de la Copa Libertadores 2014, y River Plate, vencedor de la Copa Sudamericana 2014. Ambos disputaron una serie a doble partido los días 6 y 11 de febrero de 2015, en los estadios Monumental y Nuevo Gasómetro de la ciudad de Buenos Aires. Tras ganar ambos encuentros por la mínima diferencia de 1-0, River Plate se coronó campeón, alcanzando su primer título en la competición.

## Equipos participantes
|  | River Plate |  | Bandera de Argentina |  | Campeón de la Copa Sudamericana (2014) |
|  | San Lorenzo |  | Bandera de Argentina |  | Campeón de la Copa Libertadores (2014) |

## Sedes
| Buenos Aires                   | Buenos Aires                   |
| ------------------------------ | ------------------------------ |
| Estadio Monumental             | Estadio Nuevo Gasómetro        |
| Capacidad: 61 688 espectadores | Capacidad: 47 095 espectadores |
|                                |                                |

## Resultados
| Bandera de Argentina | vs. | Bandera de Argentina |
| San Lorenzo 0        | vs. | River Plate 1        |

### Partido de ida
| 6 de febrero de 2015, 21:00 (UTC-3) | River Plate | 1:0 (0:0) | San Lorenzo | Estadio Monumental, Buenos Aires                           |                                                            |
|                                     | Sánchez 77' | Reporte   |             | Asistencia: 64 650 espectadores Árbitro(s): Germán Delfino | Asistencia: 64 650 espectadores Árbitro(s): Germán Delfino |

| 1          | POR        | Marcelo Barovero    |     |
| 25         | DEF        | Gabriel Mercado     |     |
| 2          | DEF        | Jonatan Maidana     |     |
| 6          | DEF        | Ramiro Funes Mori   |     |
| 21         | DEF        | Leonel Vangioni     |     |
| 8          | MED        | Carlos Sánchez      |     |
| 5          | MED        | Matías Kranevitter  |     |
| 16         | MED        | Ariel Rojas         | 71' |
| 15         | MED        | Leonardo Pisculichi |     |
| 7          | DEL        | Rodrigo Mora        | 61' |
| 19         | DEL        | Teófilo Gutiérrez   | 71' |
| Entrenador | Entrenador | Marcelo Gallardo    |     |

| 12         | POR        | Sebastián Torrico  |     |
| 7          | DEF        | Julio Buffarini    |     |
| 2          | DEF        | Mauro Cetto        |     |
| 6          | DEF        | Matías Caruzzo     |     |
| 21         | DEF        | Emmanuel Mas       |     |
| 5          | MED        | Juan Mercier       |     |
| 8          | MED        | Enzo Kalinski      |     |
| 22         | MED        | Franco Mussis      |     |
| 23         | MED        | Sebastián Blanco   | 75' |
| 11         | MED        | Pablo Barrientos   | 61' |
| 9          | DEL        | Martín Cauteruccio | 65' |
| Entrenador | Entrenador | Edgardo Bauza      |     |

| 10 | MED | Gonzalo Martínez   | 61' |
| 9  | DEL | Fernando Cavenaghi | 71' |
| 18 | MED | Camilo Mayada      | 71' |

| 10 | MED | Leandro Romagnoli | 61' |
| 18 | DEL | Mauro Matos       | 65' |
| 16 | DEL | Gonzalo Verón     | 75' |

| Anotado | 77' | Carlos Sánchez | 1:0 |

|  |  |  |  |

| Amonestado | 29' | Matías Kranevitter |
| Amonestado | 87' | Leonel Vangioni    |

| Amonestado | 58' | Julio Buffarini |
| Amonestado | 87' | Matías Caruzzo  |

|  |  |  |

| Expulsado | 87' | Leandro Romagnoli |

| Árbitro             | Germán Delfino   |
| Árbitros asistentes | Yamil Bonfá      |
| Árbitros asistentes | Cristian Navarro |
| Cuarto árbitro      | Silvio Trucco    |

| 1          | POR        | Marcelo Barovero    |     |
| 25         | DEF        | Gabriel Mercado     |     |
| 2          | DEF        | Jonatan Maidana     |     |
| 6          | DEF        | Ramiro Funes Mori   |     |
| 21         | DEF        | Leonel Vangioni     |     |
| 8          | MED        | Carlos Sánchez      |     |
| 5          | MED        | Matías Kranevitter  |     |
| 16         | MED        | Ariel Rojas         | 71' |
| 15         | MED        | Leonardo Pisculichi |     |
| 7          | DEL        | Rodrigo Mora        | 61' |
| 19         | DEL        | Teófilo Gutiérrez   | 71' |
| Entrenador | Entrenador | Marcelo Gallardo    |     |

| 12         | POR        | Sebastián Torrico  |     |
| 7          | DEF        | Julio Buffarini    |     |
| 2          | DEF        | Mauro Cetto        |     |
| 6          | DEF        | Matías Caruzzo     |     |
| 21         | DEF        | Emmanuel Mas       |     |
| 5          | MED        | Juan Mercier       |     |
| 8          | MED        | Enzo Kalinski      |     |
| 22         | MED        | Franco Mussis      |     |
| 23         | MED        | Sebastián Blanco   | 75' |
| 11         | MED        | Pablo Barrientos   | 61' |
| 9          | DEL        | Martín Cauteruccio | 65' |
| Entrenador | Entrenador | Edgardo Bauza      |     |

| 10 | MED | Gonzalo Martínez   | 61' |
| 9  | DEL | Fernando Cavenaghi | 71' |
| 18 | MED | Camilo Mayada      | 71' |

| 10 | MED | Leandro Romagnoli | 61' |
| 18 | DEL | Mauro Matos       | 65' |
| 16 | DEL | Gonzalo Verón     | 75' |

| Anotado | 77' | Carlos Sánchez | 1:0 |

|  |  |  |  |

| Amonestado | 29' | Matías Kranevitter |
| Amonestado | 87' | Leonel Vangioni    |

| Amonestado | 58' | Julio Buffarini |
| Amonestado | 87' | Matías Caruzzo  |

|  |  |  |

| Expulsado | 87' | Leandro Romagnoli |

| Árbitro             | Germán Delfino   |
| Árbitros asistentes | Yamil Bonfá      |
| Árbitros asistentes | Cristian Navarro |
| Cuarto árbitro      | Silvio Trucco    |

| Estadísticas       | River Plate | San Lorenzo |
| ------------------ | ----------- | ----------- |
| Tiros              | 16          | 4           |
| Tiros al arco      | 5           | 2           |
| Faltas             | 15          | 15          |
| Tiros de esquina   | 14          | 0           |
| Posesión del balón | 61%         | 39%         |
| Penales            | 0           | 0           |
| Fueras de juego    | 2           | 0           |

### Partido de vuelta
| 11 de febrero de 2015, 21:00 (UTC-3) | San Lorenzo | 0:1 (0:0) | River Plate | Estadio Nuevo Gasómetro, Buenos Aires                     |                                                           |
|                                      |             | Reporte   | Sánchez 67' | Asistencia: 40 000 espectadores Árbitro(s): Néstor Pitana | Asistencia: 40 000 espectadores Árbitro(s): Néstor Pitana |

| 12         | POR        | Sebastián Torrico  |     |
| 7          | DEF        | Julio Buffarini    |     |
| 2          | DEF        | Mauro Cetto        |     |
| 6          | DEF        | Matías Caruzzo     |     |
| 21         | DEF        | Emmanuel Mas       |     |
| 22         | MED        | Franco Mussis      | 15' |
| 5          | MED        | Juan Mercier       |     |
| 15         | MED        | Héctor Villalba    |     |
| 23         | MED        | Sebastián Blanco   |     |
| 11         | MED        | Pablo Barrientos   | 56' |
| 9          | DEL        | Martín Cauteruccio |     |
| Entrenador | Entrenador | Edgardo Bauza      |     |

| 1          | POR        | Marcelo Barovero    |     |
| 25         | DEF        | Gabriel Mercado     |     |
| 2          | DEF        | Jonatan Maidana     |     |
| 6          | DEF        | Ramiro Funes Mori   |     |
| 21         | DEF        | Leonel Vangioni     |     |
| 8          | MED        | Carlos Sánchez      |     |
| 5          | MED        | Matías Kranevitter  |     |
| 16         | MED        | Ariel Rojas         |     |
| 15         | MED        | Leonardo Pisculichi | 61' |
| 7          | DEL        | Rodrigo Mora        | 84' |
| 19         | DEL        | Teófilo Gutiérrez   | 74' |
| Entrenador | Entrenador | Marcelo Gallardo    |     |

| 25 | MED | Facundo Quignon | 15' 66' |
| 18 | DEL | Mauro Matos     | 56'     |
| 16 | DEL | Gonzalo Verón   | 66'     |

| 10 | MED | Gonzalo Martínez | 61' |
| 18 | MED | Camilo Mayada    | 74' |
| 20 | DEF | Germán Pezzella  | 84' |

|  |  |  |  |

| Anotado | 67' | Carlos Sánchez | 0:1 |

| Amonestado | 37' | Julio Buffarini  |
| Amonestado | 62' | Sebastián Blanco |
| Amonestado | 82' | Héctor Villalba  |

| Amonestado | 37' | Carlos Sánchez   |
| Amonestado | 56' | Gabriel Mercado  |
| Amonestado | 75' | Leonel Vangioni  |
| Amonestado | 81' | Jonatan Maidana  |
| Amonestado | 81' | Marcelo Barovero |

| Otorgado · Otorgado otra vez · Expulsado | 90' | Julio Buffarini |

| Expulsado | 81' | Ramiro Funes Mori |

| Árbitro             | Néstor Pitana      |
| Árbitros asistentes | Hernán Maidana     |
| Árbitros asistentes | Juan Pablo Belatti |
| Cuarto árbitro      | Fernando Rapallini |

| 12         | POR        | Sebastián Torrico  |     |
| 7          | DEF        | Julio Buffarini    |     |
| 2          | DEF        | Mauro Cetto        |     |
| 6          | DEF        | Matías Caruzzo     |     |
| 21         | DEF        | Emmanuel Mas       |     |
| 22         | MED        | Franco Mussis      | 15' |
| 5          | MED        | Juan Mercier       |     |
| 15         | MED        | Héctor Villalba    |     |
| 23         | MED        | Sebastián Blanco   |     |
| 11         | MED        | Pablo Barrientos   | 56' |
| 9          | DEL        | Martín Cauteruccio |     |
| Entrenador | Entrenador | Edgardo Bauza      |     |

| 1          | POR        | Marcelo Barovero    |     |
| 25         | DEF        | Gabriel Mercado     |     |
| 2          | DEF        | Jonatan Maidana     |     |
| 6          | DEF        | Ramiro Funes Mori   |     |
| 21         | DEF        | Leonel Vangioni     |     |
| 8          | MED        | Carlos Sánchez      |     |
| 5          | MED        | Matías Kranevitter  |     |
| 16         | MED        | Ariel Rojas         |     |
| 15         | MED        | Leonardo Pisculichi | 61' |
| 7          | DEL        | Rodrigo Mora        | 84' |
| 19         | DEL        | Teófilo Gutiérrez   | 74' |
| Entrenador | Entrenador | Marcelo Gallardo    |     |

| 25 | MED | Facundo Quignon | 15' 66' |
| 18 | DEL | Mauro Matos     | 56'     |
| 16 | DEL | Gonzalo Verón   | 66'     |

| 10 | MED | Gonzalo Martínez | 61' |
| 18 | MED | Camilo Mayada    | 74' |
| 20 | DEF | Germán Pezzella  | 84' |

|  |  |  |  |

| Anotado | 67' | Carlos Sánchez | 0:1 |

| Amonestado | 37' | Julio Buffarini  |
| Amonestado | 62' | Sebastián Blanco |
| Amonestado | 82' | Héctor Villalba  |

| Amonestado | 37' | Carlos Sánchez   |
| Amonestado | 56' | Gabriel Mercado  |
| Amonestado | 75' | Leonel Vangioni  |
| Amonestado | 81' | Jonatan Maidana  |
| Amonestado | 81' | Marcelo Barovero |

| Otorgado · Otorgado otra vez · Expulsado | 90' | Julio Buffarini |

| Expulsado | 81' | Ramiro Funes Mori |

| Árbitro             | Néstor Pitana      |
| Árbitros asistentes | Hernán Maidana     |
| Árbitros asistentes | Juan Pablo Belatti |
| Cuarto árbitro      | Fernando Rapallini |

| Estadísticas       | San Lorenzo | River Plate |
| ------------------ | ----------- | ----------- |
| Tiros              | 16          | 9           |
| Tiros al arco      | 10          | 3           |
| Faltas             | 25          | 23          |
| Tiros de esquina   | 8           | 2           |
| Posesión del balón | 60%         | 40%         |
| Penales            | 0           | 0           |
| Fueras de juego    | 1           | 1           |

|                                 |
| Bandera de Argentina            |
| Campeón River Plate 1.er título |